# 라엘교

라엘리안의 대표적인 로고

라엘교(Raëlism), 공식적으로 국제 라엘리안 무브먼트(International Raëlian Movement)는 1973년 12월 13일 우주인 엘로힘을 6일동안 만났다고 하는 스포츠 전문기자이자 카레이서였던 라엘이 1975년 스위스 제네바에서 설립한 단체이다.
라엘은 우주인 엘로힘과 6일동안의 만남을 통해 지구인에게 전해달랐다고 하는 메시지를 [지적설계; Intelligent Design]라는 책으로 엮었으며 공식 홈페이지 www.rael.org 사이트에서 무료로 다운로드가 가능하다.
우주인 엘로힘이 전해준 메시지는 인류의 과학적 기원과 미래에 대한 정보로서 인간을 비롯한 지구상의 모든 생명체는 우주인 엘로힘이 DNA 합성을 통하여 실험실에서 과학적으로 창조하였고, 성경속에 신(GOD)은 히브리어 원어로 엘로힘이다.(라엘리안의 주장) 엘로힘은 복수로, '하늘에서 온 사람들'을 가리키며 단수는 엘로하(하늘에서 온 사람)이다. 우주인 엘로힘은 지구상에 자신들을 위한 지구대사관을 건립해주길 요청했다.
라엘교는 엘로힘의 메시지를 전 인류에게 전하고, 우주인 엘로힘을 맞이하기 위한 대사관을 건립하 위한 목적으로 활동하며, 그 수는 2018년 4월 현재 전 세계 90여개국 9만여 명이다.
라엘교는 과학과 무한의 종교라고 주장하며, 라엘을 비롯해서 모든 구성원은 어느 누구도 급료를 받지 않는다.
라엘은 엘로힘이 알려준 내용을 책으로 저술하였고, 그 내용은 인류가 가야할 길과 인간이 사는 목적, 인류가 가진 근원적인 질문들, 지구상의 문제점을 해결하기 위한 조언들에 대해서 그의 저서를 통해서 전 세계에 알리고 있고, 라엘리안은 이런 활동을 전세계적으로 펼치고 있으며, 이 책들은 라엘교 공식 사이트에서 무료로 다운 받을 수 있다.
인생의 목적인 행복에 대한 아카데미를 위해서 매년 아시아, 유럽, 미국, 캐나다 등의 세계 각지에서 마이트레야 라엘이 직접 강의하는 라엘리안 세미나가 열리고 있으며, 수많은 사람들이 이 세미나를 통해서 행복과 사랑에 대해 배우고 있다고 주장하며, 우주인 엘로힘이 알려준 감각명상을 통해서 진정한 자신으로서 존재하는 방법을 배우고 있다고 한다.

## 비판

### 의혹
사실 라엘은 어떤 사람의 주장에 따르면 자신이 엘로힘을 만났음을 부정했다고 하며, 또한 라엘교의 대부분을 다른 사람의 책에서 베껴왔다는 비판이 있기도 하다.

### 윤리
라엘리안에 따르면 복제인간을 만들었다고 하며, 이는 윤리적인 문제가 될 수 있다.
또한 라엘은 (많은 여자들과 난잡한 파티를 즐겼다는 폭로가 나와 윤리적인 문제가 제기되었다.)

## 같이 보기
- 라엘
- 지적설계론
- 엘로힘